# اداویبهاوی
اداویبهاوی (به انگلیسی: Adavibhavi) در هند است که در کارناتاکا واقع شده‌است.